# Tokyo Halogen
Tokyo Halogen är ett livealbum med Whitehouse, utgivet 1995.

## Låtlista
1. Dictator (5:45)
2. My Cock's On Fire (5:21)
3. Hungry For Pain (8:42)
4. Dedicated To Peter Kürten (5:05)
5. Tit Pulp (3:31)
6. Torture Chamber (7:46)
7. Shitfun (4:03)
8. Movement 1994 (3:39)
9. Halogen (14:05)